# Isabella av Hainaut
Isabella av Hainaut, född 5 april 1170 i Lille, död 15 mars 1190 i Paris, var en fransk drottning, gift 1180 med kung Filip II August av Frankrike (1180–1223). Hon var regerande titulärgrevinna av Artois 1180–1190. 

## Biografi
Isabella var dotter till två monarker, Balduin V av Hainaut och Margareta I av Flandern. Hon giftes bort tio år gammal, den 28 maj 1180 i Saint Denis, med kung Filip II August av Frankrike. Äktenskapet hade arrangerats på rekommendation av hennes morbror greve Filip I av Flandern, som var den franske kungens rådgivare. Genom vigseln förvärvade den franska kronan provinsen Artois, som hon formellt men inte reellt var regerande grevinna av. 
Äktenskapet blev olyckligt, och Filip August tog tidigt avstånd från henne för att hon inte födde en son. Då krig utbröt mellan Frankrike och Flandern 1184 ansökte Filip August om skilsmässa inför sitt råd i Sens. Isabella vann då opinionens stöd genom att gå runt i stadens kyrkor barfota och i botgörardräkt och vädja om hjälp. Skilsmässoplanerna fick ställas in, delvis efter ingrepp av faderns farbror.  
Isabella dog i barnsäng 1190 vid födseln av tvillingarna Robert och Philippe och begravdes i Notre-Dame i Paris.

## Barn

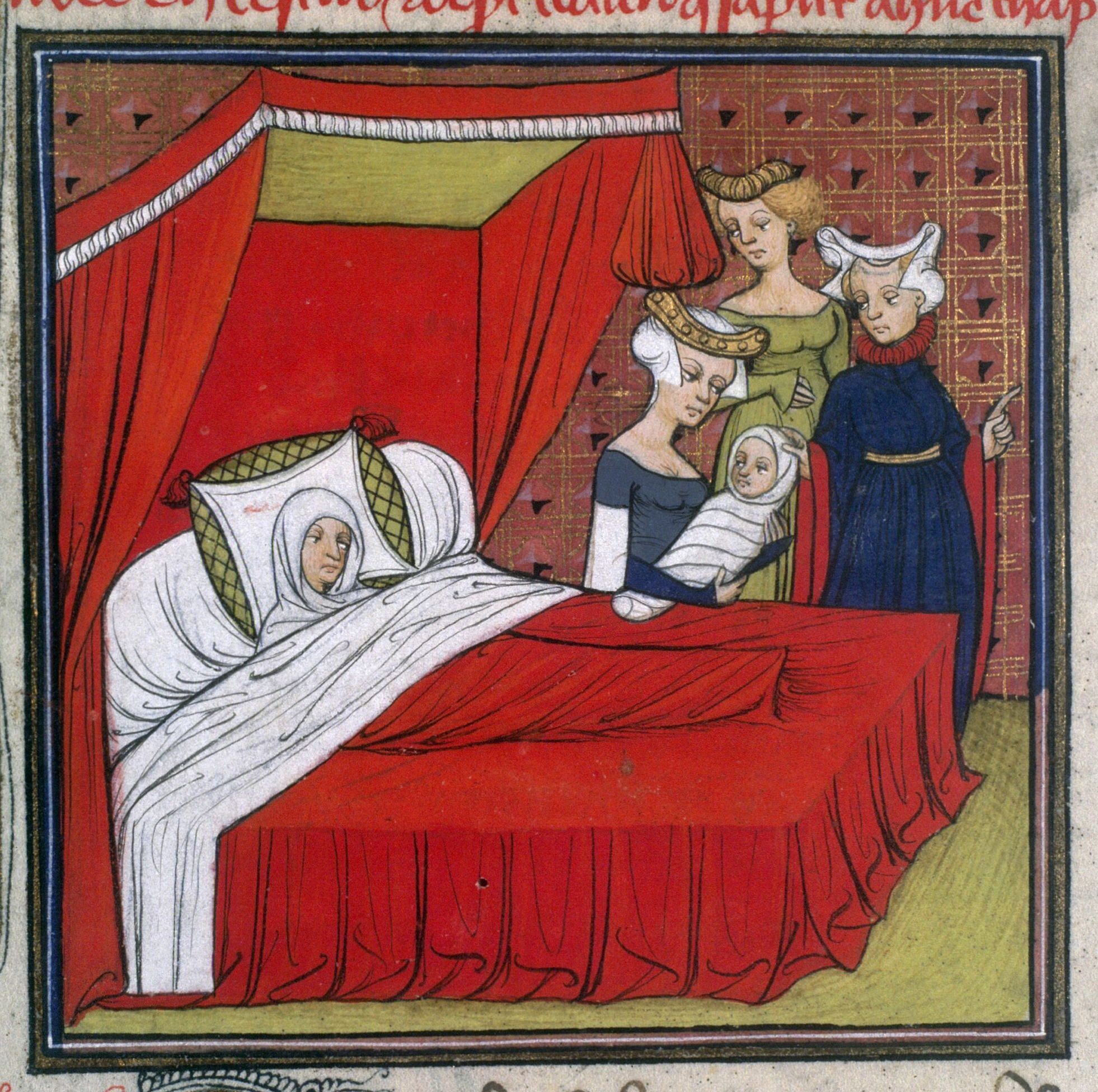
Födseln av Ludvig VIII.

- Ludvig VIII av Frankrike (5 september 1187 – 8 november 1226)
- Robert (14 mars 1190 – 18 mars 1190)
- Phillipe (14 mars 1190 – 18 mars 1190)